# John Tapner
John Charles Tapner (né à Woolwich le 8 mars 1823  et mort à Saint-Pierre-Port le 10 février 1854) est un meurtrier anglais, condamné à mort, il est la dernière personne exécutée  à Guernesey . 

## Histoire
John  Tapner est originaire de Woolwich, à Londres et vit à St Martin quand Elizabeth Saujon, âgée de 74 ans, est assassinée à son domicile de Saint-Pierre-Port le 18 octobre 1853. 
Elisabeth Saujon a perdu connaissance et est morte dans sa maison en flammes. 
John Tapner est arrêté et jugé pour le meurtre de Saujon. Au procès, il est apparu que sa maîtresse, sœur de son épouse,  vivait avec Saujon et  que des objets appartenant à celle-ci ont été découverts près de la maison de Tapner à St Martin. Tapner a admis être à St Peter Port le soir du meurtre mais a nié toute implication dans l'incendie et la mort de Saujon. Le mobile du crime n'est pas avéré. 

## Jugement
Tapner est reconnu coupable de meurtre par les Jurats et condamné à mort par pendaison. Victor Hugo (qui s'installera  à Guernesey)  et 600 résidents demandent au ministre de l'Intérieur du Royaume-Uni, Lord Palmerston, de commuer la peine prononcée. Lord Palmerston refuse et Tapner est pendu le 10 février 1854 à St Peter Port. Son exécution a été effectuée par des non-professionnels et Tapner est mort d'étranglement . 
Personne n'a été exécuté à Guernesey après l'exécution de John Tapner.  
Guernesey a aboli la peine de mort en 2003. 